# Ainão
Ainão, Hai-Nan ou Hainan (海南 em chinês: Hǎinán em pinyin: significa, literalmente, "Sul do Mar"), é a menor província da República Popular da China. É, também, a única província desse país que é constituída por um arquipélago. Tem, como capital, a cidade de Haikou.
Esse arquipélago consiste numa série de ilhas tropicais localizadas a sul da Província de Cantão, a maior das quais se chama Ilha de Ainão (Ainão Dao), sendo que, em chinês, é comum referir-se à ilha principal quando se fala de Ainão.
Esta província é alvo de disputas entre a República Popular da China e os países vizinhos, nomeadamente no que toca às Ilhas Spratly e às Ilhas Paracel. No final dos anos 1980, o líder histórico da transição chinesa, Deng Xiaoping, reconheceu a província como Zona Económica Especial.
Atualmente, a província tem investido no turismo, aproveitando as suas praias paradisíacas, as suas montanhas cobertas de florestas luxuriantes e a sua cultura diversificada. A montanha mais alta é Wuzhi, com 1 840 metros de altitude.

## Cidades
| Nome da cidade          | Nome em chinês | População (em 2006) |
| 1 . Haikou              | 海囗           | 2 046 189           |
| 2 . Sanya               | 三亚           | 150 208             |
| 3 . Chengmai (Jinjiang) | 琼山           | 69 691              |
| 4 . Wanning             | 万宁           | 65 871              |

Fonte : World Gazetteer

## Subdivisões
Na província de Ainão, existem:
- nível prefeitural:
  - 2 cidades com nível prefeitural
- nível distrital:
  - 4 distritos
  - 6 cidades administrativas
  - 4 comarcas
  - 6 comarcas autónomas

|  |  |  |